# Okręg wyborczy Aylesbury
Okręg wyborczy Aylesbury powstał w 1553 r. i wysyłał do angielskiej, a następnie brytyjskiej, Izby Gmin dwóch deputowanych. W 1885 r. liczbę mandatów przypadających na okręg zmniejszono do jednego. Okręg obejmuje miasto Aylesbury w hrabstwie Buckinghamshire.

## Deputowani do brytyjskiej Izby Gmin z okręgu Aylesbury

### Deputowani w latach 1553–1660
- 1604–1611: William Borlase
- 1604–1611: William Smythe
- 1614–1622: John Dormer
- 1614: Samuel Backhouse
- 1621–1622: Henry Borlase
- 1624: John Pakington
- 1624–1625: Thomas Crewe
- 1625: Robert Carr
- 1625: John Hare
- 1626–1629: Clement Coke
- 1626: Arthur Goodwin
- 1628–1640: Edmund Verney
- 1640: John Pakington
- 1640–1645: Ralph Verney
- 1640: Thomas Fountaine
- 1640–1645: John Pakington
- 1645–1654: Thomas Scot
- 1645–1654: Simon Mayne
- 1654–1656: Henry Philips
- 1656–1659: Thomas Scot
- 1659: James Whitelocke
- 1659: Thomas Tyrrill

### Deputowani w latach 1660–1885
- 1660–1685: Thomas Lee
- 1660–1685: Richard Ingoldsby
- 1685–1689: William Egerton
- 1685–1689: Richard Anderson
- 1689–1699: Thomas Lee
- 1689–1690: Richard Beke
- 1690–1691: Thomas Lee
- 1691–1695: Simon Mayne
- 1695–1704: James Herbert
- 1699–1701: Robert Dormer
- 1701–1702: Thomas Lee
- 1702–1702: John Pakington
- 1702–1705: Simon Harcourt
- 1704–1705: Henry Parker
- 1705–1710: John Wittewrong
- 1705–1710: Simon Mayne
- 1710–1715: Simon Harcourt
- 1710–1715: John Essington
- 1715–1722: Nathaniel Meade
- 1715–1715: John Deacle
- 1715–1722: Trevor Hill
- 1722–1727: Richard Abell
- 1722–1727: John Guise
- 1727–1728: William Stanhope
- 1727–1730: Philip Lloyd
- 1728–1734: Edward Rudge
- 1730–1734: Richard Harris Barham
- 1734–1741: George Champion
- 1734–1741: Christopher Tower
- 1741–1747: Charles Pilsworth
- 1741–1747: William Stanhope, wicehrabia Petersham
- 1747–1754: William O’Brien, 4. hrabia Inchiquin
- 1747–1754: Edward Willes
- 1754–1757: Thomas Potter
- 1754–1761: John Willes
- 1757–1764: John Willes
- 1761–1768: Welbore Ellis
- 1764–1784: Anthony Bacon
- 1768–1774: John Durand
- 1774–1780: John Aubrey
- 1780–1784: Thomas Orde, torysi
- 1784–1789: Thomas Hallifax
- 1784–1790: William Wrightson
- 1789–1802: Scrope Bernard-Morland
- 1790–1802: Gerard Lake
- 1802–1806: James Du Pre
- 1802–1804: Robert Bent
- 1804–1806: William Cavendish
- 1806–1812: George Nugent
- 1806–1809: George Henry Compton Cavendish
- 1809–1814: Thomas Hussey
- 1812–1832: George Nugent-Grenville, 2. baron Nugent, wigowie
- 1814–1818: Charles Cavendish, wigowie
- 1818–1841: William Rickford
- 1832–1837: Henry Hanmer
- 1837–1839: Winthrop Mackworth Praed
- 1839–1847: Charles John Baillie-Hamilton
- 1841–1847: Richard Rice Clayton
- 1847–1848: John Peter Gandy
- 1847–1850: George Nugent-Grenville, 2. baron Nugent, wigowie
- 1848–1852: Quintin Dick
- 1850–1851: Frederick Calvert
- 1851–1859: Richard Bethell, wigowie
- 1852–1857: Austen Henry Layard, wigowie
- 1857–1865: Thomas Tyringham Bernard
- 1859–1880: Samuel George Smith
- 1865–1885: Nathan Rothschild
- 1880–1885: George William Erskine Russell, Partia Liberalna

### Deputowani po 1885
- 1885–1899: Ferdinand James von Rothschild, Partia Liberalna
- 1899–1910: Walter Rothschild, Partia Konserwatywna[1]
- 1910–1923: Lionel Nathan de Rothschild
- 1923–1924: Thomas Keens, Partia Liberalna
- 1924–1929: Alan Hughes Burgoyne
- 1929–1938: Michael Beaumont, Partia Konserwatywna
- 1938–1950: Stanley Reed, Partia Konserwatywna
- 1950–1970: Spencer Summers, Partia Konserwatywna
- 1970–1992: Timothy Raison, Partia Konserwatywna
- 1992-2019: David Lidington, Partia Konserwatywna
- 2019-2024: Rob Butler, Partia Konserwatywna
- 2024- : Laura Kyrke-Smith, Partia Pracy